# Apostoli Penitenciária
Az Apostoli Penitenciária (latinul: Sacra Poenitentiaria Apostolica) a Római katolikus egyházban az úgynevezett belső fórum ügyeinek legfőbb bírósága.

## Története
Az Apostoli Penitenciária első említése a XII. századból származik, amikor feljegyezték, hogy van olyan bíboros, aki a pápa helyett, s megbízásából gyóntat, s jogosult a pápának fenntartott bűnök esetében is feloldozást adni. A bíborost III. Honoriusz pápa alatt penitenciáriusnak, később poenitentiarius generalisnak, illetve maiornak nevezték el.
V. Kelemen pápa döntése alapján - s ez a mai napig hatályban van - a penitenciárius, a többi hivatal vezetőjével szemben nem veszíti el hivatalát a pápa halálával, vagy lemondásával egy időben.
Kezdettől úgynevezett apostoli gyóntatók (poenitentiarius minor) vesznek részt az Apostoli Penitenciária munkájában. Ők azok az Apostoli Szentszéktől kinevezett papok, akik Róma négy patriarkális bazilikájában és nagy olaszországi kegyhelyeken különleges feloldozási hatalommal gyóntatnak.
Már a XIII. századtól különféle segítők dolgoztak a penitenciárius mellett. XII. Benedek pápa óta dolgozik egyházjogi szakértő is a Penitenciárián. V. Piusz pápa 1569-ben rövid időre megszüntette a hivatalt, majd még ugyanabban az évben újraszervezi, s ekkor penitenciárius bíboros joghatóságát a külső fórumon a minimumra csökkentette, s létrehozta a teológus valamint kánonjogász hivatalát. Fontos kitételként kötötte ki, hogy a teológus csak a jezsuita rend tagja lehet.
Ez a szervezeti rend (XIV. Benedek pápa kisebb módosításaitól eltekintve) egészen X. Piusz pápáig változatlan maradt, amikor is a külső egyházjogi kérdéseket elvette a Penitenciáriától, s feladatát kizárólag a belső fórumra korlátozta.
XV. Benedek pápa 1917. március 25-én kelt döntése alapján a mai Hittani Kongregáció elődjéről a Szent Officiumról leválasztotta a búcsúkal kapcsolatos ügyeket, s azokat az Apostoli Penitenciáriára bízta.
Legutóbbi szabályzatát VI. Pál pápa 1967. augusztus 15-én határozta meg.

## Feladatköre
Az Apostoli Penitenciária az úgynevezett belső fórum, azaz a lelki élet jogi bizonyítékokkal nem igazolható, belső világa ügyeinek legfelsőbb bírósága az egyházban. Fő feladata, hogy olyan súlyos lelki ügyekben döntsenek, amelyek annyira súlyosak, hogy a bűn alól csak az Apostoli Szentszék oldozhat fel, de emellett hatáskörébe tartoznak még a búcsúk és engedélyezésük, jóváhagyásuk. 
Feladatkörébe tartozik a gyóntatási kérelmek elbírálása, a szabálytalanságok és az akadályok esetei, valamint bizonyos házassági ügyek elbírálása. Ide tartozik többek között a szentségi pecsét (gyónási titok) közvetlen megsértése, és a tisztaság elleni bűnben való bűntárs érvénytelen feloldozása is.
Tevékenysége során a régens naponta két hivatalnokkal tárgyalja a felmerülő ügyeket, de a komolyabb elbírás alá eső ügyet a bíboros penitenciárius vezetésével tárgyalják meg.
Értelemszerűen tevékenysége, mivel a belső, lelki ügyekről tárgyal titkos, így levéltárának kutathatósága korlátozott. Levéltárát - jelentős korlátozással - 1983-ban nyitották meg a kutatók előtt. Az Apostoli Penitenciária döntéseit az adott Egyházmegye titkos levéltárába fel kell jegyezni. Abban az esetben, ha egy akadály közvetlenül a bekövetkezendő esemény előtt derül ki (pl. papszentelés előtt, vagy esküvő előtt), s nincs mód akkor bizonyos akadályokat leszámítva az akadály alól felmenthet a helyi ordinárius, de ekkor is azt fel kell terjeszteni az Apostoli Penitenciáriára.

## Vezetése
| Fénykép | Név, beosztás                                  | Országa       | Kinevezés dátuma     |
| ------- | ---------------------------------------------- | ------------- | -------------------- |
|         | Mauro Piacenza bíboros apostoli penitenciárius | Olaszország   | 2013. szeptember 21. |
|         | Krzysztof Józef Nykiel régens                  | Lengyelország | 2012. június 26.     |

## Apostoli penitenciáriusok
- Bentivenga de Bentivenghi O.F.M. (1279. szeptember 26. - 1289. március 25.)
- Leonardo Grosso della Rovere (1511. október 5. - 1520. szeptember 17.)
- Roberto Pucci (1545. március 31. - 1547. január 17.)
- Ranuccio Farnese O.S.Io.Hieros. (1547. február 12. - 1565. október 29.)
- St. Charles Borromeo (1565. november 7. - 1572. december 12.)
- Giovanni Aldobrandini (1572. december 14. - 1573. szeptember 7.)
- Stanislaw Hosius (1574. január 8. - 1579. augusztus 5.)
- Ippolito Aldobrandini (1586. június 12. - 1592. január 30.)
- Giulio Antonio Santorio (1592. február 8. - 1602. május 9.)
- Scipione Caffarelli-Borghese (1610. január 5. - 1633. október 2.)
- Antonio Marcello Barberini O.F.M. Cap. (1633. október 3. - 1646. szeptember 11.)
- Orazio Giustiniani C.O. (1647. december 4. - 1649. július 25.)
- Niccoló Albergati-Ludovisi (1650. február 21. - 1687. augusztus 9.)
- Leandro Colloredo C.O. (1688. február 28. - 1709. január 11.)
- Fabrizio Paolucci (1709. január 25. - 1721. május 11.)
- Bernardo Maria Conti O.S.B. (1721. augusztus 3. - 1730. április 23.)
- Vincenzo Petra (1730. július 12. - 1747. március 21.)
- Gioacchino Besozzi O.Cist. (1747. március 25. - 1755. június 18.)
- Antonio Andrea Galli C.R.SS.S. (1755. június 21. - 1767. március 24.)
- Giovanni Carlo Boschi (1767. szeptember 1. - 1788. szeptember 6.)
- Francesco Saverio de Zelada (1788. szeptember 8. - 1801. december 19.)
- Leonardo Antonelli (1801. december 22. - 1811. január 23.)
- Michele Di Pietro (1814. május 20. - 1821. július 2.)
- Francesco Saverio Maria Felice Castiglioni (1821. augusztus 4. - 1821. november 14.)
- Emmanuele de Gregorio (1829. május 31. - 1839. november 7.)
- Castruccio Castracane degli Antelminelli (1839. november 12. - 1852. február 22.)
- Gabriele Ferretti (1852. március 18. - 1860. szeptember 13.)
- Antonio Maria Cagiano de Azevedo (1860. szeptember 26. - 1867. január 13.)
- Antonio Maria Panebianco O.F.M. Conv. (1867. január 17. - 1877. október 15.)
- Luigi Maria Bilio B. (1877. október 18. - 1884. január 30.)
- Raffaele Monaco La Valletta (1884. február 12. - 1896. július 14.)
- Isidoro Verga (1896. október 1. - 1899. augusztus 10.)
- Serafino Vannutelli (1899. november 20. - 1915. augusztus 19.)
- Williem Marius van Rossum C.SS.R. (1915. október 1. - 1918. március 12.)
- Oreste Giorgi (1918. március 12. - 1924. december 30.)
- Andreas Franz Frühwirth O.P. (1925. január 8. - 1927. december 19.)
- Lorenzo Lauri (1927. július 31. - 1941. október 8.)
- Nicola Canali (1941. október 15. - 1961. augusztus 3.)
- Arcadio Maria Larraona Saralegui C.M.F. (1961. augusztus 13. - 1962. február 12.)
- Fernando Cento (1962. február 12. - 1967. április 7.)
- Giuseppe Antonio Ferretto (1967. április 7. - 1973. március 1.)
- Giuseppe Paupini (1973. március 21. - 1984. április 8.)
- Luigi Dadaglio (1984. április 8. - 1990. április 6.)
- William Wakefield Baum (1990. április 6. - 2001. november 22.)
- Luigi de Magistris (2001. november 22. - 2003. október 4.)
- James Francis Stafford (2003. október 4. - 2009. június 2.)
- Fortunato Baldelli (2009. június 2. - 2012. január 5.)
- Manuel Monteiro de Castro (2012. január 5. - 2013. szeptember 21.)

## Magyar vonatkozások
A pápai gyóntatók kinevezése a pápa jogkörébe tartozik, a pápa udvarhoz számítják őket.
Magyar származású apostoli gyóntatók:
- 1299: Magyar Miklós
- 1342-50: Magyarországi Balázs
- 1351-71: Újhelyi Domonkos
- 1371: Budai Henrik OSA
- 1400: Szekcsői István OFM
- 1420: Balázs fia János OSB
- 1419-22: András fia Tamás OSB
- 1423-33: Körmendi János OSA
- 1423-33: Gál fia András OSPPE
- 1431-34: Cserdy Imre
- 1439-72: Kapusi Bálint OSPPE
- 1450 és 1471: András fia Péter
- 1472-73: Jakab OSPPE
- 1473-95: István fia Kelemen OSPPE
- 1488-96: Dénes fia Vince OP
- 1495-98: Ferenc fia Mihály
- 1517-23: Lászai János
- 1524-53: Klobucziczki János SJ
- 1693-99: Cseles Márton SJ
- 1699-1709: Melleghi Ferenc SJ;
- 1709-13: Rajcsáni György SJ
- 1713-17: Beniczki Mihály SJ
- 1717-21: Dirner Tóbiás SJ
- 1721-24: Bossányi András SJ
- 1724-28: Raab István SJ
- 1728-32: Dobner István SJ
- 1732-41: Tolvay Imre SJ
- 1741-45: Faludi Ferenc SJ
- 1745-51: Koller József SJ
- 1750-53: Kéri Bálint SJ
- 1753-58: Meusser Kristóf SJ
- 1758-62: Puchperger Márton SJ
- 1762-70: Piestyánszky János SJ
- 1770-73: Hersching Dániel SJ
- 1774-77: Hayduk Mózes OFM
- 1780-86: Boskovics Péter OFM
- 1787-1808: Stadler Gáspár OFM
- 1817-24: Paulik Ferenc OFM
- 1824-60: Kampus Sándor OFM
- 1862-70: Liegerhoffer János OFM
- 1870-93: Gmitter Alfonz OFM
- 1894: Csabai Paulin OFM
- 1895-1911: Czaich Gilbert OFM
- 1911-13: Máhig Berárd OFM
- 1913-27: Pazsitny Bonaventura OFM
- 1927-?: Monay Ferenc OFM
- 1959-86: Rákos Rajmund OFM
- 2000-: Melo Lajos OP[5]